# Greg Gaines
Greg Gaines (La Habra, California, 6 de mayo de 1996) es un jugador profesional estadounidense de fútbol americano que se desempeña en la posición de defensive tackle en Tampa Bay Buccaneers, equipo de la National Football League (NFL).

## Carrera
Fue seleccionado en la cuarta ronda en la Reunión Anual de Selección de Jugadores de la NFL de 2019. Hizo su debut profesional con el equipo Los Angeles Rams, en el cual jugó cuatro temporadas (2019-2023), luego pasó a Tampa Bay Buccaneers, donde lleva jugando una temporada.